# 菲尔斯河畔艾斯林根
菲尔斯河畔艾斯林根（德語：Eislingen/Fils），简称艾斯林根（德語：Eislingen，發音：[ˈaɪslɪŋən] ⓘ），是德国巴登-符腾堡州斯图加特行政区格平根县的城市，面积16.41平方千米，2023年12月31日人口为21,894人。

## 友好城市
- 匈牙利 維拉尼（1989年）[2]
- 法國 奥约纳（2001年）[3]